# منتخب إيطاليا لسباعيات الرغبي للسيدات
منتخب إيطاليا الوطني لسباعيات الرغبي للسيدات (بالإيطالية: Nazionale di rugby a 7 femminile dell'Italia)‏ هو ممثل إيطاليا الرسمي في المنافسات الدولية في سباعيات الرغبي للسيدات.

## وصلات خارجية
- الموقع الرسمي